# The Peacekeeper - Il pacificatore
The Peacekeeper - Il pacificatore (The Peacekeeper) é un film canadese-statunitense del 1997 diretto da Frédéric Forestier.

## Trama
Il maggiore dell'Esercito statunitense Frank Cross si trova a dover accettare la missione di recuperare un computer del Presidente degli Stati Uniti rubato dal gruppo terroristico per lanciare un'arma che potrebbe usare in caso di guerra nucleare.